# بين ويبر (لاعب كرة قاعدة)
بين ويبر (بالإنجليزية: Ben Weber)‏ هو لاعب كرة قاعدة أمريكي، ولد في 16 نوفمبر 1969 في بورت أرثر في الولايات المتحدة.